# Răscoala dacilor din anul morții lui Trăian
Răscoala dacilor în anul morții lui Traian a fost un eveniment semnificativ în istoria Daciei antice, având loc în anul 117 d.Hr. în timpul domniei împăratului roman Traian. Evenimentul a marcat o revoltă majoră a populației locale, cunoscută sub numele de dacii liberi, împotriva stăpânirii romane.
Context istoric
În anul 106 d.Hr., împăratul Traian a finalizat cucerirea Daciei, aducând regiunea sub controlul direct al Imperiului Roman. După această campanie militară, o parte semnificativă din populația dacă a fost supusă stăpânirii romane, fiind organizată administrativ într-o nouă provincie romană, Dacia.
În anii următori, administrația romană a impus politici de romanizare și de supunere a populației autohtone. Aceste politici au inclus construcția de orașe, drumuri și fortificații romane, precum și introducerea culturii și religiei romane în regiune.
Răscoala din 117 d.Hr.
Revoltă a avut loc în anul 117 d.Hr., anul morții împăratului Traian. Diverse surse antice menționează că principalele motive ale răscoalei au fost nemulțumirile legate de impozitele mari impuse de administrația romană, tratamentul nedrept aplicat de autorități și restricțiile culturale și religioase impuse de romani.
Desfășurarea răscoalei
Revoltă a fost condusă de lideri locali și a implicat atacuri asupra orașelor și fortificațiilor romane din Dacia. Luptele au fost intensificate, iar autoritățile romane au reușit să reprime răscoala în următorii ani sub domnia succesorului lui Traian, împăratul Hadrian.
Consecințe
Răscoala dacilor în anul morții lui Traian a avut consecințe semnificative pentru administrația romană în Dacia. A condus la o intensificare a măsurilor de securitate și control asupra provinciei și la o accentuare a politicii de romanizare. De asemenea, a arătat vulnerabilitatea imperiului roman în fața rezistenței locale și a sporit tensiunile între populația autohtonă și autoritățile romane.